# Lupinus kunthii
Lupinus kunthii är en ärtväxtart som beskrevs av Jacob Georg Agardh. Lupinus kunthii ingår i släktet lupiner, och familjen ärtväxter. Inga underarter finns listade i Catalogue of Life.